# Kenora
Kenora, ursprungligen Rat Portage, är en stad i nordvästra Ontario i Kanada. 2011 hade orten 15 348 invånare.

### Fotnoter
1. ↑  ”Census Profile” (på engelska). Statistics Canada. 13 mars 2011. Arkiverad från originalet den 4 mars 2016. https://web.archive.org/web/20160304050829/http://www12.statcan.ca/census-recensement/2011/dp-pd/prof/details/page.cfm?Lang=E&Geo1=CSD&Code1=3560010&Geo2=PR&Code2=35&Data=Count&SearchText=Kenora&SearchType=Begins&SearchPR=01&B1=All&Custom=#cont. Läst 2 februari 2014.